# Wim Visser (voetballer, 1932)
Wim Visser (Utrecht, 5 april 1932 – Nieuwegein, 5 mei 2002) was een Nederlands voetballer die zijn gehele loopbaan uitkwam voor DOS.

## Loopbaan

### Jeugdinternational
Visser was een speler uit de eigen jeugd van DOS. Als 17-jarige veroverde hij een basisplaats bij de start van het seizoen 1949/50. 
Vijf maanden daarvoor was hij jeugdinternational geworden. Hij debuteerde op 18 april 1949 in het Nederlands jeugdelftal in de met 3-1 gewonnen thuiswedstrijd tegen Oostenrijk. Dit was de eerste van drie wedstrijden voor het 
Europees kampioenschap voetbal onder 18 (officieel FIFA Jeugdtoernooi 1949) dat in Nederland plaatsvond.

### Middenvelder
Hij trad als middenvelder niet op de voorgrond. Maar hij was met zijn loopvermogen en spelinzicht een belangrijke schakel in de 'gouden' periode van DOS.
Het eerste succes kwam in het seizoen 1953/54 toen DOS kampioen werd in de Eerste klasse B. In de strijd om het landskampioenschap eindigden de Utrechters als tweede achter Eindhoven.

### Profvoetbal
De komst van de profcompetitie van de NBVB na de zomer van 1954 betekende een aderlating door DOS. Vijf spelers gingen over naar de nieuwe profclub BVC Utrecht. Ook Wim Visser tekende aanvankelijk een contract als beroepsspeler. Maar hij kwam op zijn besluit terug en bleef toch als amateur bij DOS. De kwestie kreeg nog een juridisch staartje en de rechter verbood hem toen voor DOS uit te komen.
Door de fusie tussen de NBVB en KNVB verdween eind november 1954 BVC Utrecht weer. Wim Visser kon zijn carrière, nu als profspeler onder de vlag van de KNVB, vervolgen bij DOS.

### Landskampioen
Opvallend is dat hij tussen 1955 en 1960 geen enkel competitieduel miste. Het hoogtepunt was het kampioenschap in de Eredivisie in 1958.   
Na zeventien jaar, waarin hij 457 competitieduels speelde voor DOS, stopte hij medio 1966 op 34-jarige leeftijd. Hij kwam daarna nog twee jaar uit voor de amateurs van DOS '01. Na zijn actieve loopbaan ging hij als trainer aan de slag in het Utrechtse amateurvoetbal.

## Carrièrestatistieken
| Seizoen         | Club            | Land            | Competitie                   | Competitie | Competitie | Beker | Beker | Internationaal | Internationaal | Ned.kamp. | Ned.kamp. | Totaal | Totaal |
| Seizoen         | Club            | Land            | Competitie                   | Wed.       | Dlp.       | Wed.  | Dlp.  | Wed.           | Dlp.           | Wed.      | Dlp.      | Wed.   | Dlp.   |
| --------------- | --------------- | --------------- | ---------------------------- | ---------- | ---------- | ----- | ----- | -------------- | -------------- | --------- | --------- | ------ | ------ |
| 1949/50         | DOS             | Nederland       | Eerste klasse West I         | 18         | 4          | –     | 0     | 0              | 0              | 0         | 0         | 18     | 4      |
| 1950/51         | DOS             | Nederland       | Eerste klasse B              | 13         | 4          | –     | 0     | 0              | 0              | 0         | 0         | 13     | 4      |
| 1951/52         | DOS             | Nederland       | Eerste klasse B              | 26         | 16         | –     | 0     | 0              | 0              | 0         | 0         | 26     | 16     |
| 1952/53         | DOS             | Nederland       | Eerste klasse A              | 24         | 6          | –     | 0     | 0              | 0              | 0         | 0         | 24     | 6      |
| 1953/54         | DOS             | Nederland       | Eerste klasse B              | 20         | 3          | –     | 0     | 0              | 0              | 6         | 1         | 26     | 4      |
| 1954/55         | DOS             | Nederland       | Eerste klasse B (afgebroken) | 6          | 0          | –     | –     | 0              | 0              | 0         | 0         | 6      | 0      |
| 1954/55         | DOS             | Nederland       | Eerste klasse A              | 26         | 1          | –     | –     | 0              | 0              | 0         | 0         | 26     | 1      |
| 1955/56         | DOS             | Nederland       | Hoofdklasse A                | 34         | 6          | –     | –     | 0              | 0              | 0         | 0         | 34     | 6      |
| 1956/57         | DOS             | Nederland       | Eredivisie                   | 34         | 2          | –     | 0     | 0              | 0              | 0         | 0         | 34     | 2      |
| 1957/58         | DOS             | Nederland       | Eredivisie                   | 34         | 14         | –     | 0     | 0              | 0              | 0         | 0         | 34     | 14     |
| 1958/59         | DOS             | Nederland       | Eredivisie                   | 34         | 4          | –     | 0     | 0              | 0              | 0         | 0         | 34     | 4      |
| 1959/60         | DOS             | Nederland       | Eredivisie                   | 34         | 7          | –     | –     | 0              | 0              | 0         | 0         | 34     | 7      |
| 1960/61         | DOS             | Nederland       | Eredivisie                   | 32         | 0          | –     | –     | 0              | 0              | 0         | 0         | 32     | 0      |
| 1961/62         | DOS             | Nederland       | Eredivisie                   | 32         | 7          | –     | 0     | 0              | 0              | 0         | 0         | 32     | 7      |
| 1962/63         | DOS             | Nederland       | Eredivisie                   | 30         | 5          | –     | 0     | 0              | 0              | 0         | 0         | 30     | 5      |
| 1963/64         | DOS             | Nederland       | Eredivisie                   | 28         | 3          | –     | 0     | 0              | 0              | 0         | 0         | 28     | 3      |
| 1964/65         | DOS             | Nederland       | Eredivisie                   | 20         | 6          | –     | 0     | 0              | 0              | 0         | 0         | 20     | 6      |
| 1965/66         | DOS             | Nederland       | Eredivisie                   | 5          | 2          | –     | 0     | 0              | 0              | 0         | 0         | 5      | 2      |
| Carrière totaal | Carrière totaal | Carrière totaal | Carrière totaal              | 457        | 79         | –     | 0     | 0              | 0              | 6         | 1         | 463    | 80     |